# BMW Ljubljana Open 1998
Il BMW Ljubljana Open 1998 è stato un torneo di tennis facente parte della categoria ATP Challenger Series nell'ambito dell'ATP Challenger Series 1998. Il torneo si è giocato a Lubiana in Slovenia dal 4 al 10 maggio 1998 su campi in terra rossa.

## Vincitori

### Singolare
Dinu Pescariu ha battuto in finale  Adrian Voinea con il punteggio di 7–6, 2–6, 6–3

### Doppio
Marius Barnard /  Stephen Noteboom hanno battuto in finale  Alberto Martín /  Tomáš Anzari con il punteggio di 7–6, 6–7, 7–6